# Deckenia mitis
Deckenia mitis é uma espécie de crustáceo da família Deckeniidae.
Pode ser encontrada nos seguintes países: Quénia e Tanzânia.
Os seus habitats naturais são: pântanos.